# William Yarrell

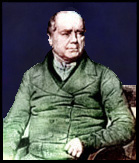
Porträt von William Yarrell (1784–1856)

William Yarrell (* 3. Juni 1784 in London; † 1. September 1856 in Great Yarmouth) war ein englischer Buchhändler und Naturforscher.

## Biografie
Yarrell wurde als Sohn eines Zeitungsverkäufers in Zentrallondon geboren. Er genoss den Ruf, der beste Angler Londons zu sein, bevor er ein renommierter Naturforscher wurde. 1825 wurde er in die Linné-Gesellschaft gewählt und wurde alsbald deren Schatzmeister. Des Weiteren gehörte er 1826 zu den Gründungsmitgliedern der Zoological Society of London. Sein ornithologischer Hauptverdienst war die Erstbeschreibung des Zwergschwans im Jahre 1830. Auch als Autor von zwei Büchern The History of British Fishes (1836) und The History of British Birds (1843) wurde er sehr bekannt. Daneben schrieb er Beiträge für das Journal Transactions of the Linnean Society of London.
Mehrere Tierarten sind nach William Yarrell benannt, darunter die Aricaelfe (ein Kolibri) (Eulidia yarrellii), der Yarrellzeisig (Carduelis yarrellii), der Buschträger (Chirolophis ascanii) (Fischart, die auf Englisch Yarrell's Blenny heißt) und die Trauerbachstelze (Motacilla alba yarrellii). Außerdem wurde die Tiefseefischgattung Yarrella nach ihm benannt.